# Eppes
Eppes (Aippes autrefois) est une commune française située dans le département de l'Aisne en région Hauts-de-France.

## Géographie
1. Carte dynamique
2. Carte OpenStreetMap
3. Carte topographique
4. Carte avec les communes environnantes

Eppes se situe à 9 km à l'est de Laon, sur la route de Sissonne. Les villes voisines sont Veslud, Samoussy, Coucy-lès-Eppes, Festieux, Parfondru.
La gare la plus proche de Eppes se trouve à Coucy-lès-Eppes (2,67 kilomètres), Saint-Erme-Outre-et-Ramecourt (9,31 kilomètres), Laon (8,33 kilomètres), Verneuil-sur-Serre (11,34 kilomètres), Barenton-Bugny (10,07 kilomètres).

### Hydrographie
La commune est située dans le bassin Seine-Normandie. Elle est drainée par le ruisseau des Barentons,.
Le ruisseau des Barentons, d'une longueur de 25 km, prend sa source dans la commune de Festieux et se jette  dans la Souche à Barenton-sur-Serre, après avoir traversé dix communes.

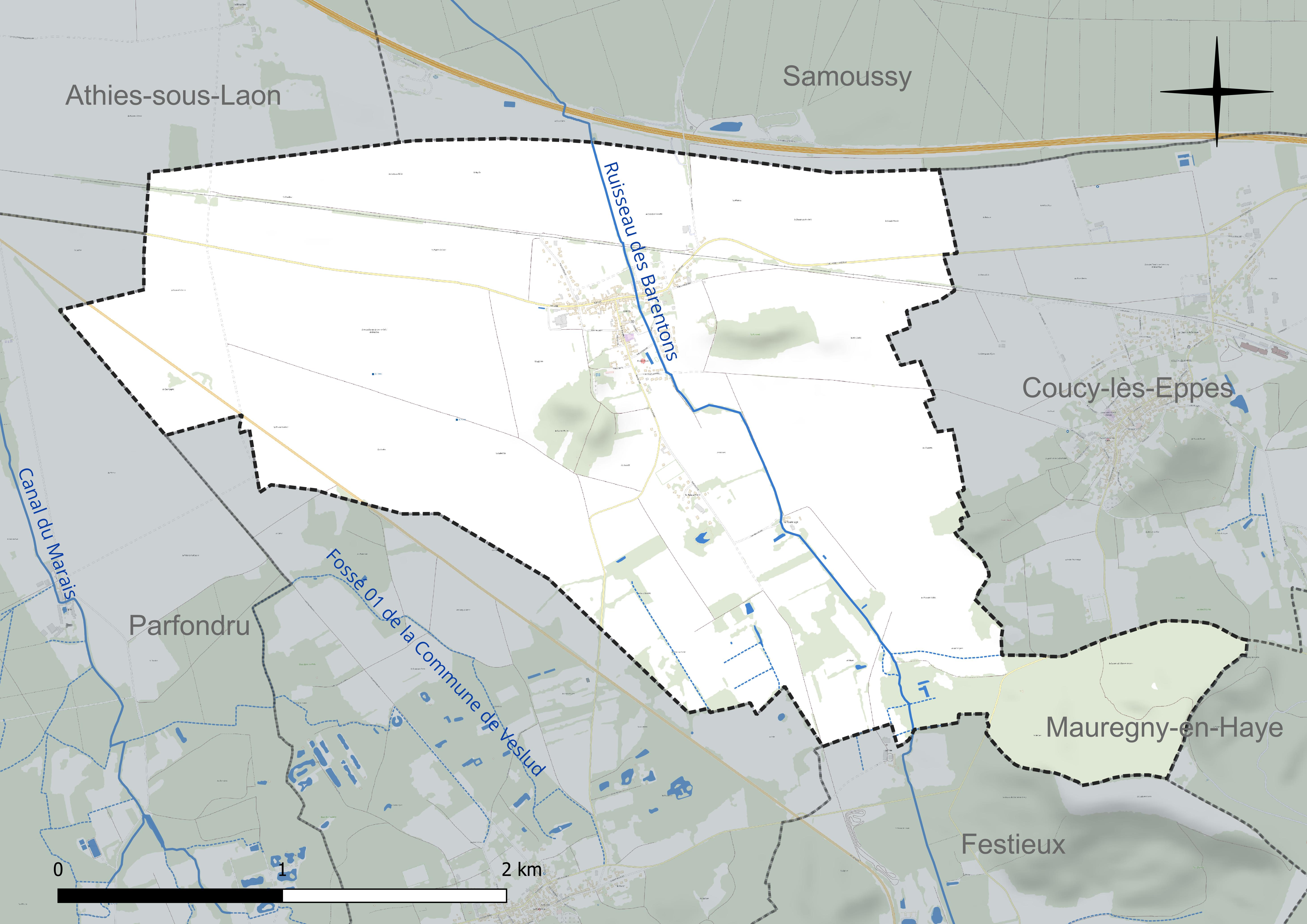
Réseau hydrographique d'Eppes.

### Climat
Pour des articles plus généraux, voir Climat des Hauts-de-France et Climat de l'Aisne.
En 2010, le climat de la commune est de type climat océanique dégradé des plaines du Centre et du Nord, selon une étude du CNRS s'appuyant sur une série de données couvrant la période 1971-2000. En 2020, Météo-France publie une typologie des climats de la France métropolitaine dans laquelle la commune est exposée à un climat océanique altéré et est dans la région climatique Nord-est du bassin Parisien, caractérisée par un ensoleillement médiocre, une pluviométrie moyenne régulièrement répartie au cours de l'année et un hiver froid (3 °C).
Pour la période 1971-2000, la température annuelle moyenne est de 10,3 °C, avec une amplitude thermique annuelle de 15,3 °C. Le cumul annuel moyen de précipitations est de 720 mm, avec 11,1 jours de précipitations en janvier et 8,6 jours en juillet. Pour la période 1991-2020, la température moyenne annuelle observée sur la station météorologique la plus proche, située sur la commune de Gizy à 6 km à vol d'oiseau, est de 11,0 °C et le cumul annuel moyen de précipitations est de 724,1 mm,. Pour l'avenir, les paramètres climatiques de la commune estimés pour 2050 selon différents scénarios d'émission de gaz à effet de serre sont consultables sur un site dédié publié par Météo-France en novembre 2022.

## Urbanisme

### Typologie
Au 1er janvier 2024, Eppes est catégorisée commune rurale à habitat dispersé, selon la nouvelle grille communale de densité à 7 niveaux définie par l'Insee en 2022.
Elle est située hors unité urbaine. Par ailleurs la commune fait partie de l'aire d'attraction de Laon, dont elle est une commune de la couronne,. Cette aire, qui regroupe 106 communes, est catégorisée dans les aires de 50 000 à moins de 200 000 habitants,.

### Occupation des sols
L'occupation des sols de la commune, telle qu'elle ressort de la base de données européenne d'occupation biophysique des sols Corine Land Cover (CLC), est marquée par l'importance des territoires agricoles (87,5 % en 2018), une proportion identique à celle de 1990 (87,5 %). La répartition détaillée en 2018 est la suivante : 
terres arables (80,5 %), forêts (8,3 %), zones agricoles hétérogènes (4,7 %), zones urbanisées (4,2 %), prairies (2,3 %).
L'évolution de l'occupation des sols de la commune et de ses infrastructures peut être observée sur les différentes représentations cartographiques du territoire : la carte de Cassini (XVIIIe siècle), la carte d'état-major (1820-1866) et les cartes ou photos aériennes de l'IGN pour la période actuelle (1950 à aujourd'hui).

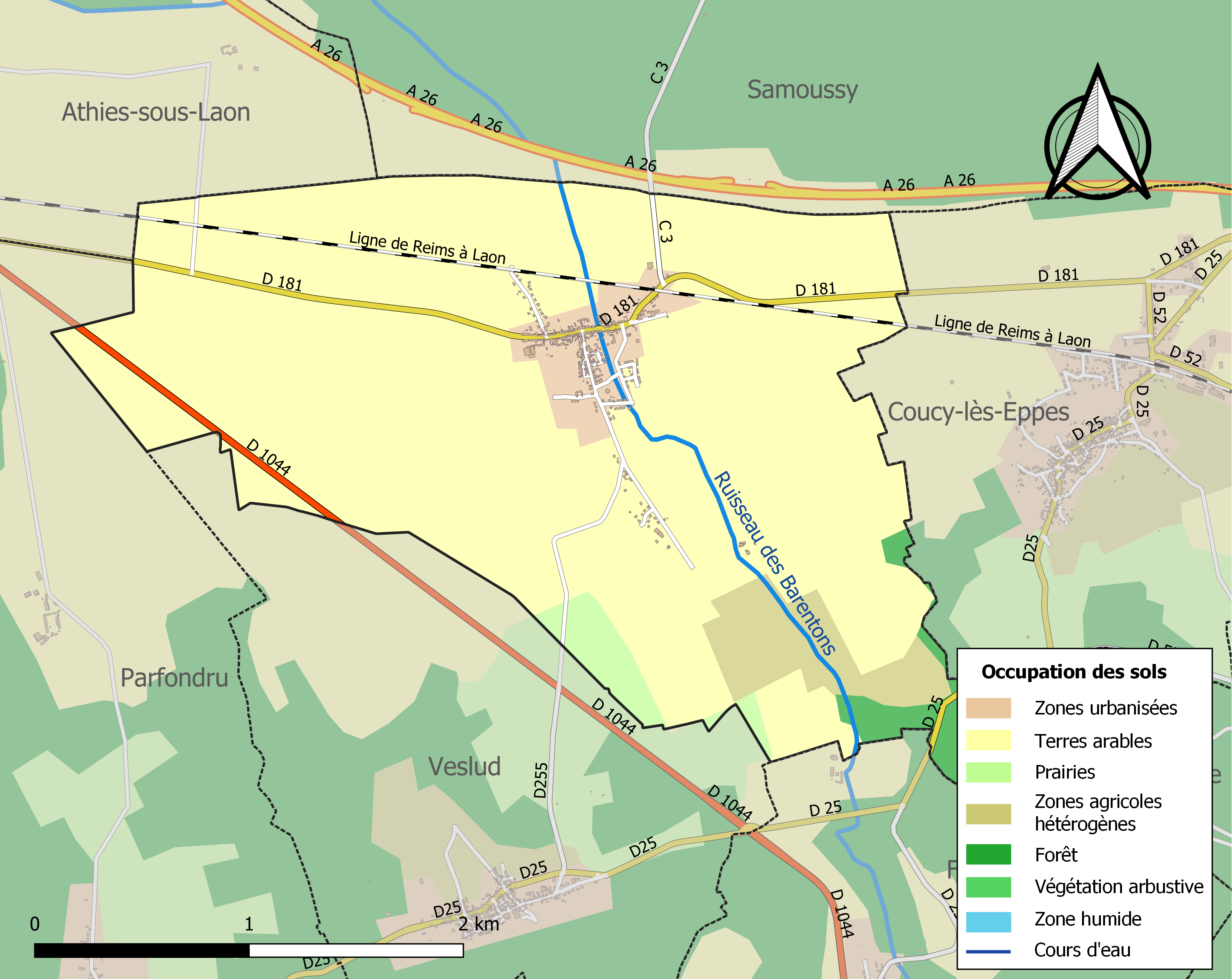
Carte des infrastructures et de l'occupation des sols de la commune en 2018 (CLC).

## Toponymie
Le nom de la localité est attesté sous les formes Apia (1147) ; Appia (1250) ; Apya (1293) ; Aipe (XIIIe siècle) ; Espe (1327) ; Eppe (1342) ; Aippe (1405) ; Aeppe (1570) ; Aeppes (1577) ; Epes (1624) ; Heppe (1634) ; Aippes (1681).
Le nom d'Eppes vient très probablement du latin Appiarurn, mot qui signifie un lieu abrité où abondent les abeilles. Cette étymologie s'accorde parfaitement avec la disposition des lieux, autrefois entièrement entourés par la forêt de Samoussy.

## Histoire
Une notice historique à propos de la commune de Eppes dans L'Éclaireur de l'Aisne du 14 décembre 1902  inclut :
Eppes, Aippe, Appia, village de l'ancien Laonnois, bâti au pied d'un monticule, à dix kilomètres à l'est de Laon, autrefois de la généralité de Soissons, des bailliage, élection et diocèse de Laon.
Ce village est très ancien, il appartenait à London, archevêque de de Reims qui le donna en 650, à l'église Sainte-Geneviève de Laon. On y voyait autrefois un château-fort dont les partis se disputèrent vivement la possession à la fin du XVIe siècle. Pris par les Ligueurs sur les royalistes en 1589, il est repris, trois ans après par ces derniers ; mais les Ligueurs de Laon, s'y étant transportés en force au mois de mai, s'en emparèrent de nouveau et le rasèrent. Eppes est la patrie de César de Proisy, littérateur fécond et distingué, mort en 1816.
Seigneurs d'Eppes : 
- 1132. - Guillaume d'Eppes. Femme : Amaltrude. Enfants : Güy, Jean, Hector, Eustache.
- 1153. — Guy,chevalier d'Ëppes,Femme: Béatrice. Enfants : Guillaume, Guy, Gilbert, Henri, seigneur de Marfontaine, Hector, Anselme, clerc.
- 1180 — Guillaume II, chevalier d'Eppes. Femme : Marguerite de Pierrepont. Enfants : Robert, Jean, évêque de Liège en 1229 ; Guillaume, Hugues, Marguerite, femme de Robert d'Origny.
- 1220. - Robert, chevalier d'Eppes. Femme : 1° Marie, 2° Helvide, 3° Emme* niarde.
- 1244. - Guillaume IV, son frère, chevalier d'Eppes et de Veslud. Enfants i Jean, Hugues, seigneur de Fleurines.
- 1259. - Jean, chevalier d'Eppes, mort en 1293. Guerrier célèbre, alla guerroyer en Afrique. Ses armes étaient : de sinople, à six allérions d'or.
- 1364. - Isabelle, comtesse de Roucy, dame d'Eppes.
- 1372. - Raoul Lohier, seigneur d'Eppes, sergent d'armes du roi. Femme, Marguerite.
- 1390. - Guillaume Lohier, seigneur d'Eppes.
- 1394-97. - Oudard Lohier, chevalier, seigneur dudit.
- 1420. — N. de Juvigny, seigneur dudit.
- 1440. — Jean de Cuvillier d'Hénin-Liétard. Enfants : Baudoin, Jeanne, femme de Gérard de Blois, seigneur de Belli court.
- 1467. — Baudoin de Cuvillier, seigneur dudit ; femme, Jeanne d'Orgeant qui se remaria à Guillaume de Dinteville ; enfant : Antoine Jean, chevalier de Malte» commandeur de Soissons.
- 1502. — Antoine de Cuvillier, seigneur dudit Semides et Roche ; femme, Jeanne de Dinteville. Enfants : Philbert, Jacques, seigneur de Roches.
- 1454. — Philbert d'Hénin-Liétard, seigneur dudit et Semides, chevalier de» ordres du roi, enseigne de 500 légionnaires de Champagne ; femme : Marguerite de Luxembourg ; enfants : Antoine, François.
- 1550. — Antoine de Cuvillier d'Hénin- Liétard, seigneur dudit;femme,Louise de Semale ; enfants Charles, seigneur de Roches ; Marie qui porta Eppes au suivant.
- Vers 1580. - Jacques de Balainnes, dont la fille Marie la donna en dot à 1586. — Jan de Proisy, seigneur deMauregny.
- 1632. - Daniel de Proisy, leur fils, seigneur dudit.
- 1636. — Henri de Proisy, seigneur du dit et d'Aubigny ; femme, Antoinette de Dompiere.
- 1666. — David de Proisy, Seigneur du dit ; femme, Elisabeth Duglas ; enfants : Charles-David, seigneur dudit ; Charles, seigneur d'Aubigny.
- 1715. — Charles David de Proisy, seigneur et baron d'Eppes et Amifontaine, lieutenant du roi dans la province d'Artois ; femme, Marguerite-Nicole de Seneste du Repaire.
- 1735-62. — Joseph-Charles David de Proisy, baron d'Eppes, vicomte d'Amifontaine ; femme, Geneviève-Henriette Carpentier ; enfant : Hyacinthe-David-Rosalie, page du comte d'Artois en 1773.

### XIXesiècle
- 1870 - Exécution par les Prussiens de l'Eppois Jules Debordeaux, instituteur de Pasly.

## Politique et administration

### Découpage territorial
La commune d'Eppes est membre de la communauté d'agglomération du Pays de Laon, un établissement public de coopération intercommunale (EPCI) à fiscalité propre créé le 1er janvier 2014 dont le siège est à Aulnois-sous-Laon. Ce dernier est par ailleurs membre d'autres groupements intercommunaux.
Sur le plan administratif, elle est rattachée à l'arrondissement de Laon, au département de l'Aisne et à la région Hauts-de-France. Sur le plan électoral, elle dépend du  canton de Laon-2 pour l'élection des conseillers départementaux, depuis le redécoupage cantonal de 2014 entré en vigueur en 2015, et de la première circonscription de l'Aisne  pour les élections législatives, depuis le dernier découpage électoral de 2010.

### Administration municipale
| Période                                  | Période                       | Identité             | Étiquette | Qualité                                  |
| ---------------------------------------- | ----------------------------- | -------------------- | --------- | ---------------------------------------- |
| Les données manquantes sont à compléter. |                               |                      |           |                                          |
| avant 1876                               | après 1879                    | Juillard             |           |                                          |
| 1983                                     | mars 2008                     | Pierre Van De Voorde | PS        |                                          |
| mars 2008                                | mai 2020                      | Charles Courtois     | MoDem     | Retraité Réélu pour le mandat 2014-2020, |
| mai 2020                                 | En cours (au 12 juillet 2020) | François Bouillé     |           |                                          |

## Démographie
L'évolution du nombre d'habitants est connue à travers les recensements de la population effectués dans la commune depuis 1793. Pour les communes de moins de 10 000 habitants, une enquête de recensement portant sur toute la population est réalisée tous les cinq ans, les populations de référence des années intermédiaires étant quant à elles estimées par interpolation ou extrapolation. Pour la commune, le premier recensement exhaustif entrant dans le cadre du nouveau dispositif a été réalisé en 2005.

En 2022, la commune comptait 438 habitants, en évolution de +5,29 % par rapport à 2016 (Aisne : −1,97 %, France hors Mayotte : +2,11 %).
| 1793 | 1800 | 1806 | 1821 | 1831 | 1836 | 1841 | 1846 | 1851 |
| ---- | ---- | ---- | ---- | ---- | ---- | ---- | ---- | ---- |
| 319  | 329  | 300  | 348  | 406  | 432  | 430  | 448  | 437  |

| 1856 | 1861 | 1866 | 1872 | 1876 | 1881 | 1886 | 1891 | 1896 |
| ---- | ---- | ---- | ---- | ---- | ---- | ---- | ---- | ---- |
| 417  | 387  | 361  | 315  | 339  | 344  | 326  | 321  | 308  |

| 1901 | 1906 | 1911 | 1921 | 1926 | 1931 | 1936 | 1946 | 1954 |
| ---- | ---- | ---- | ---- | ---- | ---- | ---- | ---- | ---- |
| 279  | 284  | 267  | 247  | 257  | 294  | 284  | 307  | 335  |

| 1962 | 1968 | 1975 | 1982 | 1990 | 1999 | 2005 | 2006 | 2010 |
| ---- | ---- | ---- | ---- | ---- | ---- | ---- | ---- | ---- |
| 320  | 289  | 290  | 373  | 359  | 349  | 339  | 372  | 411  |

| 2015 | 2020 | 2022 | - | - | - | - | - | - |
| ---- | ---- | ---- | - | - | - | - | - | - |
| 418  | 432  | 438  | - | - | - | - | - | - |

## Culture locale et patrimoine

### Lieux et monuments
- Église Notre-Dame-de-l'Assomption d'Eppes.
- Monument aux morts.
- Un vieux portail de 1700.

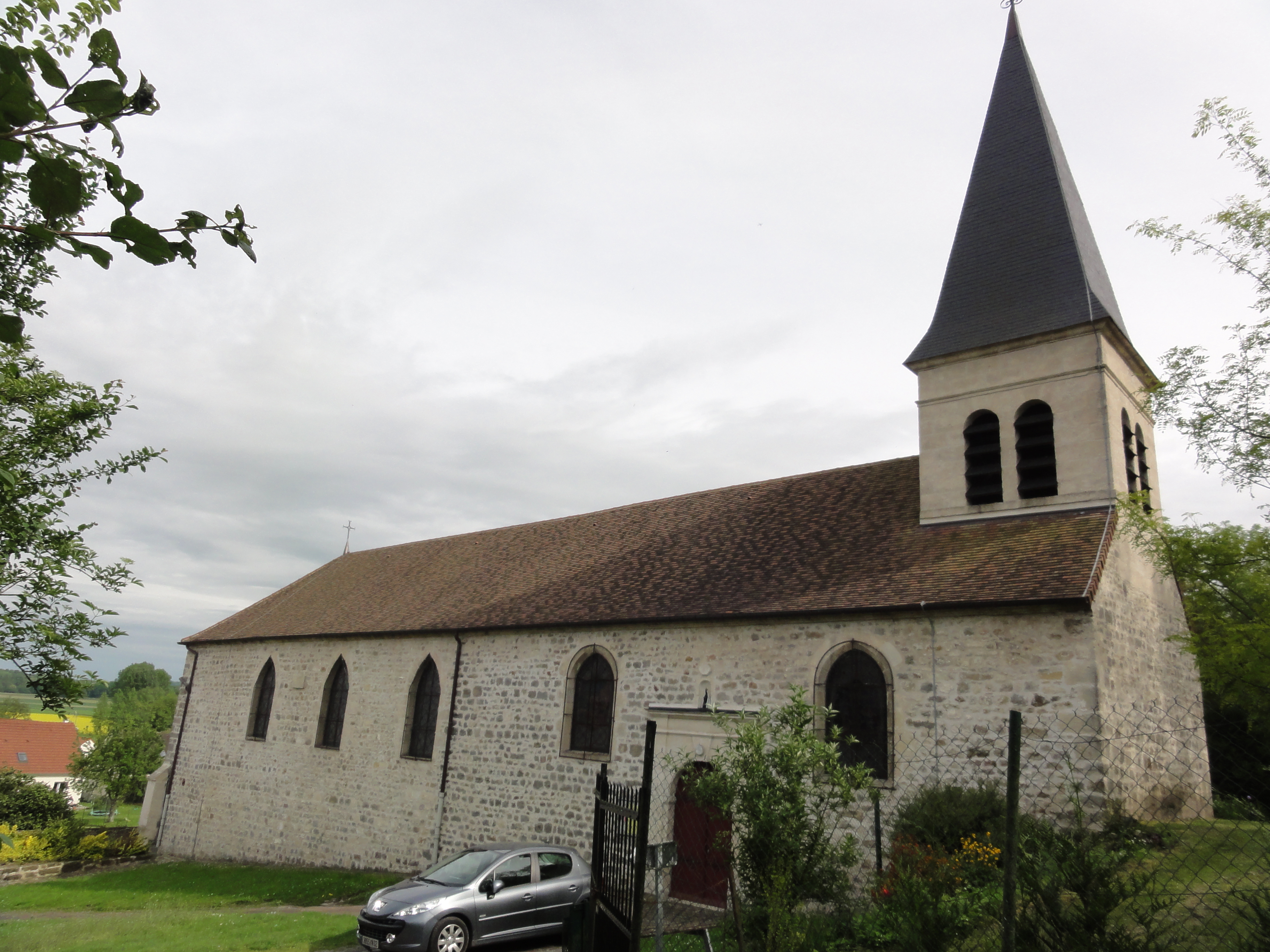
Église Notre-Dame-et-Saint-Nicolas.
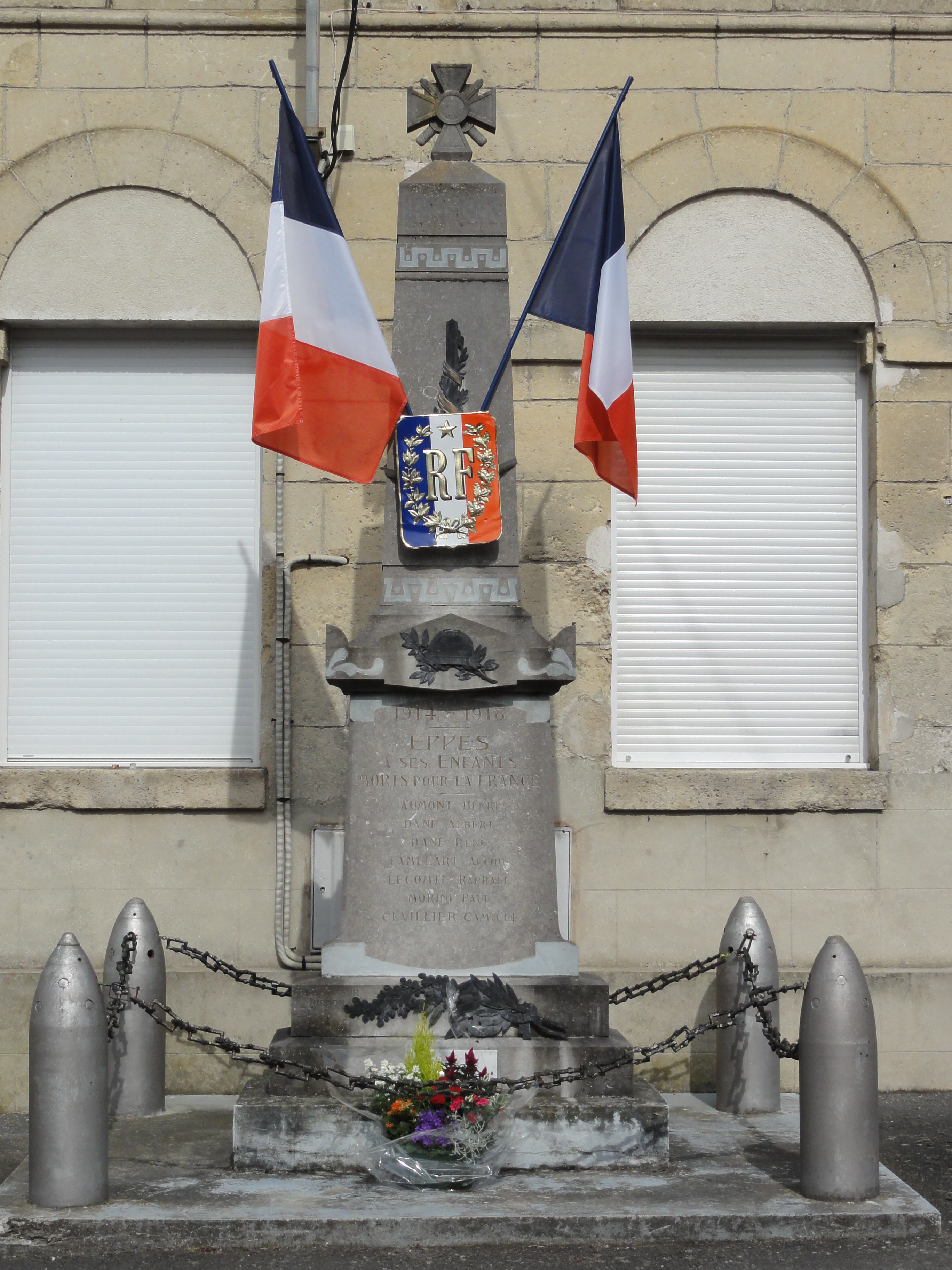
Monument aux morts.
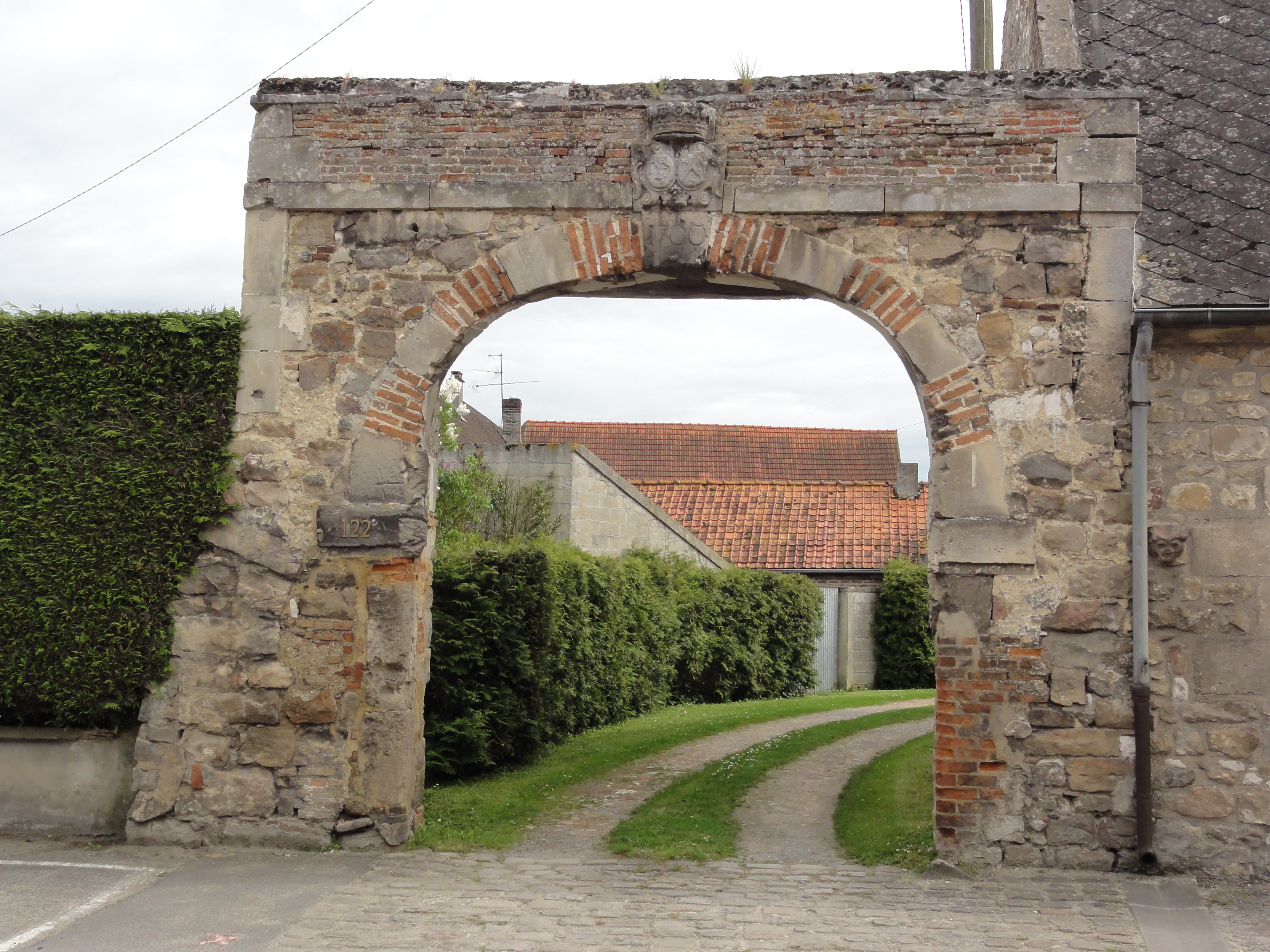
Vieux portail.

### Personnalités liées à la commune

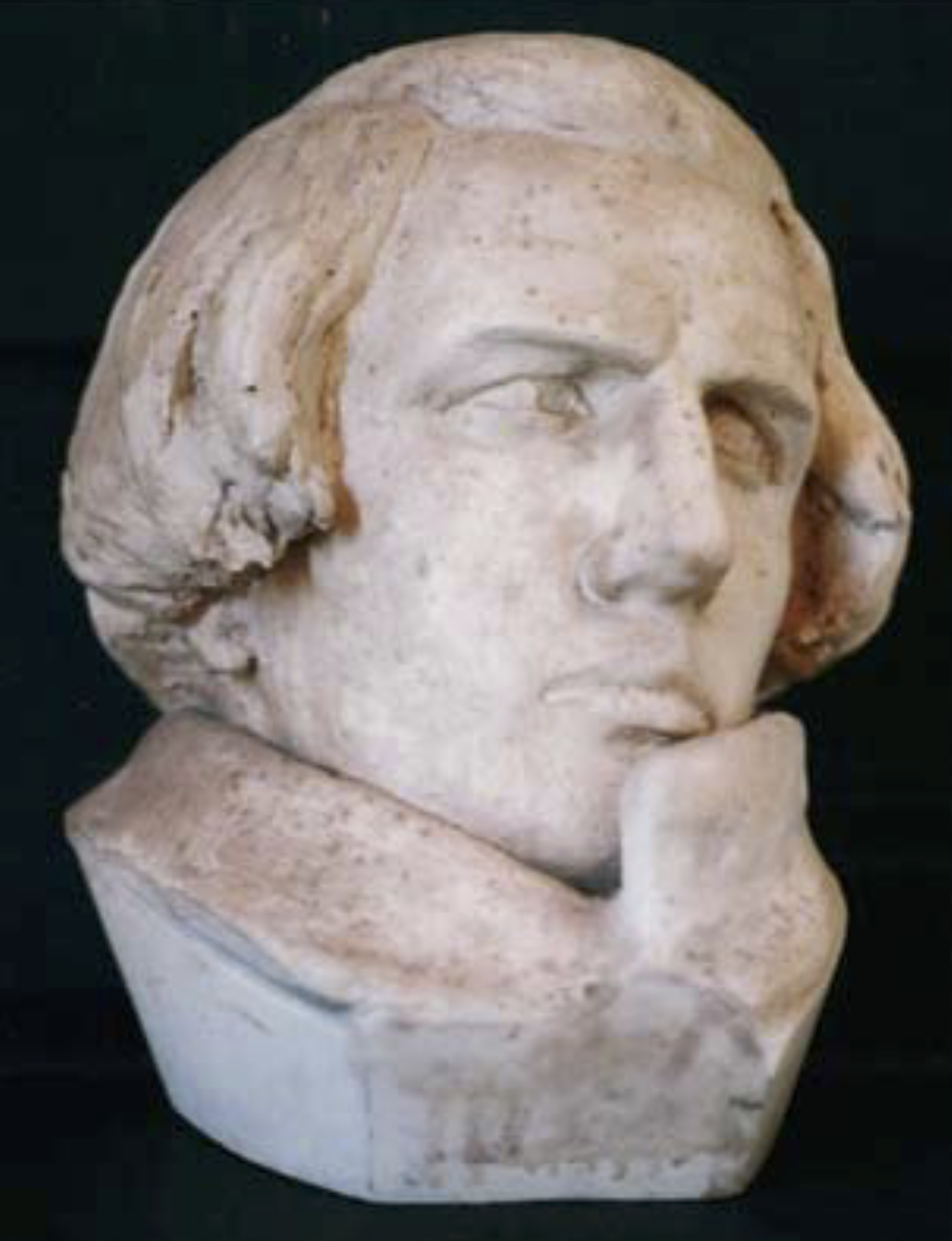

Est né en la commune de Eppes en 1843 Jules Debordeaux, figure emblématique de la résistance soissonaise à l'envahisseur Prussien en 1870, exécuté par l'ennemi à Pasly et immortalisé sur la statue des Trois Instituteurs de l'Aisne de l'école normale de Laon, puis faisant l'objet de nombreux récits. Il y fut enterré, sa pierre tombale étant toujours au cimetière de Eppes.
Le compte César de Proisy d'Eppe, né le 31 mars 1788 à Eppes  et mort le 14 octobre 1816 à Grand-Bourg, Marie-Galante, est un homme de lettres et aristocrate français.

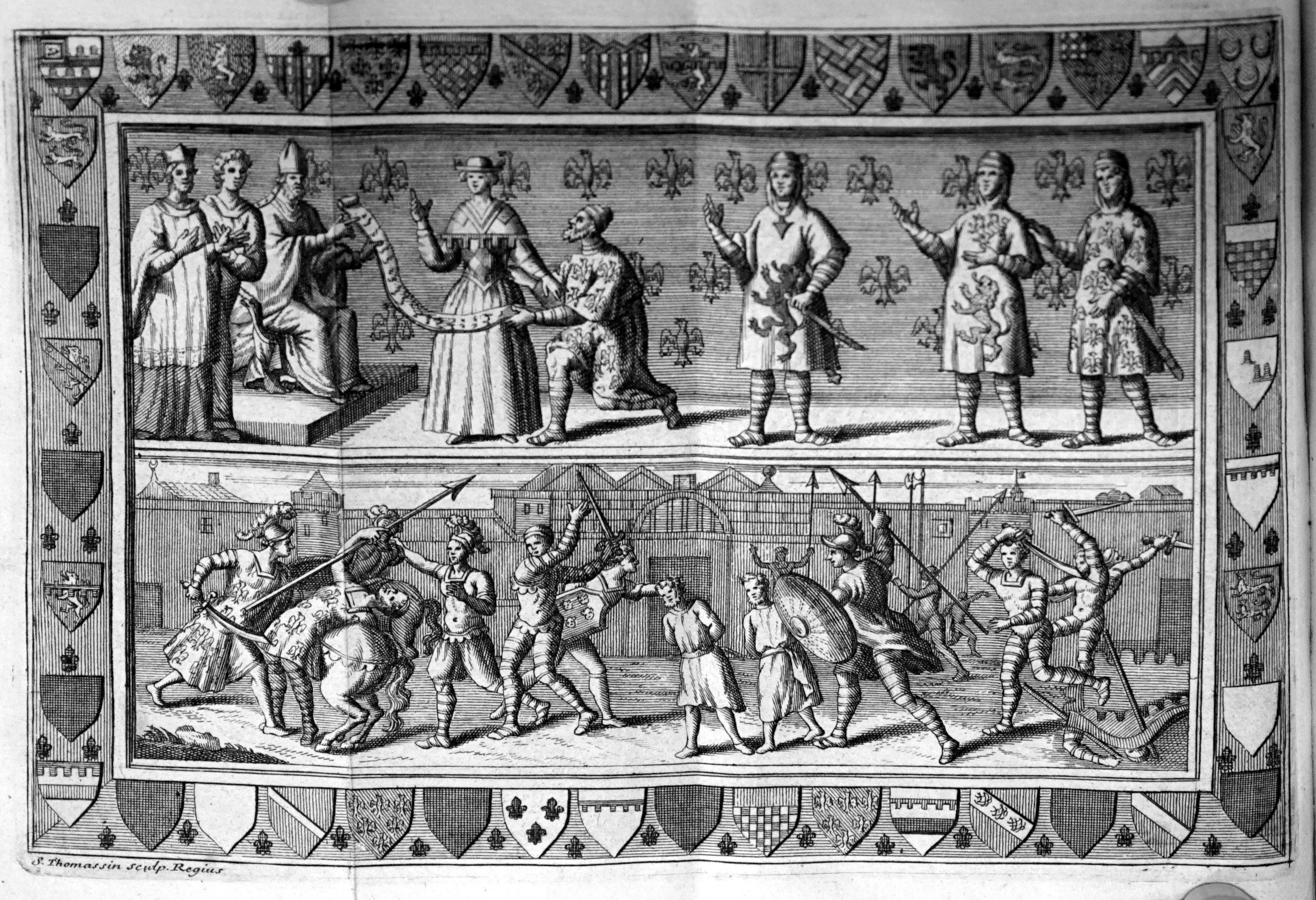
Histoire des chevaliers d'Eppes liés à Notre-Dame de Liesse.

### Héraldique
| Blason de Eppes | Blason  | De sinople à six aiglettes d'or, 3, 2 et 1.      |
| Blason de Eppes | Détails | Le statut officiel du blason reste à déterminer. |

## Pour approfondir